# Roberto Burle Marx

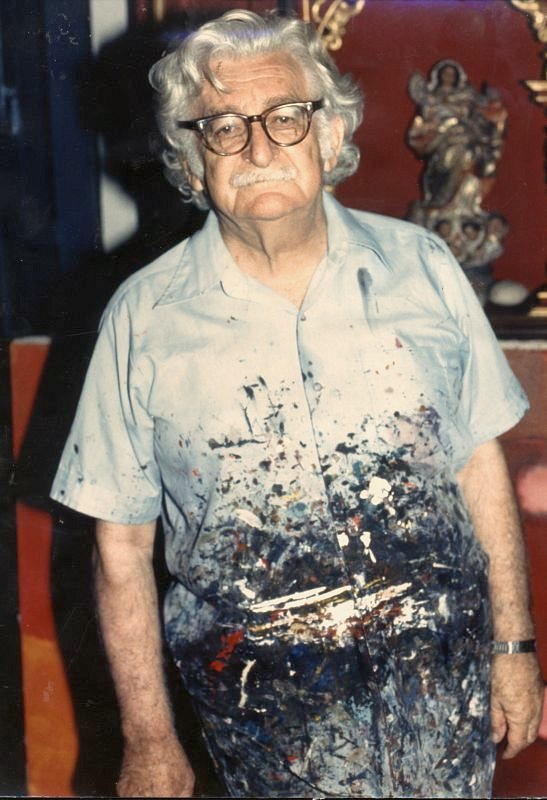
Roberto Burle Marx (1981)

Roberto Burle Marx (* 4. August 1909 in São Paulo; † 4. Juni 1994 in Rio de Janeiro) war ein brasilianischer Landschaftsarchitekt, Pflanzensammler und Maler. Sein Bruder war der Musiker Walter Burle Marx.

## Leben
Roberto Burle Marx war der vierte Sohn des deutschen Kaufmanns Wilhelm Marx (1869–1952) aus Trier, deutsch-jüdischer Abstammung, und der brasilianischen Sängerin und Pianistin Cecília Burle (1876–1946), die eine Christin mit französisch-portugiesisch-niederländischen Wurzeln war. Seine kunstliebende und musische Familie, in der mehrere Sprachen gesprochen wurden, neben Portugiesisch auch Französisch, Deutsch und Englisch, zog 1913 nach Rio de Janeiro. Dort wuchs er ab 1918 im Stadtteil Leme auf. Im Stadtteil Botafogo besuchte er die höhere Schule. Durch seine Mutter, die eine Klavierlehrerin war, erlernte er das Klavierspiel. Sein guter klarer Bariton erhielt eine Gesangsausbildung. Ursprünglich hatte er vor, Berufsmusiker zu werden. Er sang später gerne auf Partys. Burle Marx studierte bei Leo Putz Malerei an der Academia de Belas Artes do Rio de Janeiro, dann 1928/1929 in Berlin, wo er stark vom Kubismus beeinflusst wurde. Grundkenntnisse der brasilianischen Flora erwarb er in den Gewächshäusern des Botanischen Gartens in Dahlem während seines Studiums daselbst. Als Gartenarchitekt war er jedoch Autodidakt.
Er arbeitete mit den Architekten Lúcio Costa, Le Corbusier und Oscar Niemeyer zusammen. 1932 legte er als seinen ersten Auftrag den Dachgarten des Hauses von Alfredo Schwartz in Rio de Janeiro an, für ein modernistisches Gebäude, das Lúcio Costa und Gregori Warchavchik entworfen hatten. 1934 bis 1937 arbeitete er in der Park- und Gartenverwaltung von Recife und legte 1935 den Casa-Forte-Platz an, der vor allem mit brasilianischen Regenwald-Pflanzen gestaltet war – damals eine Sensation. Der Euclides-da-Cunha-Platz in derselben Stadt wird dagegen von Pflanzen der lokalen Caatinga, vor allem Kakteen dominiert.

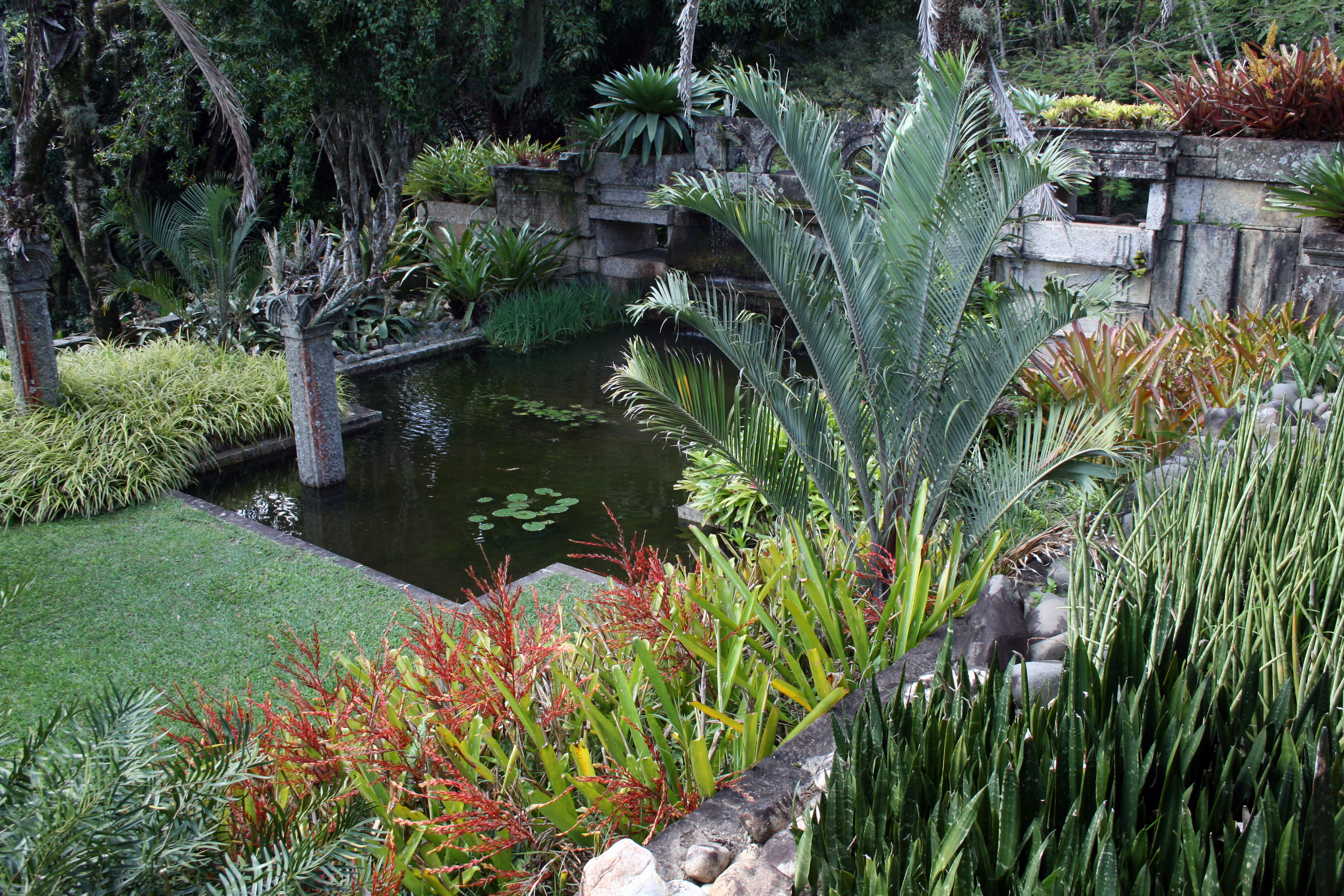
Hausgarten auf dem „Sítio Roberto Burle Marx“

1949 kaufte er mit seinem Bruder Siegfried die 80 ha große Farm Sítío Santo Antonio da Bica (heute: Sítio Roberto Burle Marx) in Barra de Guaratiba im Südwesten von Rio de Janeiro, wo er eine Gärtnerei betrieb. 1973 verlegte er seinen Hauptwohnsitz von Leme dorthin. Er kultivierte hier tropische Pflanzen, die er auf seinen Expeditionen gesammelt hatte, um sie als Gartenpflanzen zu verwenden, darunter Bromelien, Palmfarne, Dickfußgewächse, Bogenhanf, Heliconien und Flamingoblumen. Der Hausgarten selber besteht aus einer mit Beeten umgebenen Rasenfläche mit einem Teich. Tür- und Fensterstürze abgerissener Häuser aus Rio und verwitterte Granitblöcke aus der Umgebung dienen als Gestaltungselemente. Er vermachte das Anwesen 1985 dem Staat. Es wird heute durch das Nationale Institut für Historisches und Künstlerisches Erbe (Instituto do Patrimônio Histórico e Artístico Nacional) verwaltet und kann besichtigt werden. 1955 gründete Burle Marx ein Architekturbüro in Rio de Janeiro.
Burle Marx war auch in der brasilianischen Naturschutzbewegung tätig und sah die Ausrottung einheimischer Pflanzen mit Sorge.
Burle Marx gilt als der Begründer der modernen Gartenarchitektur überhaupt und der Begründer einer spezifisch brasilianischen Gartenarchitektur. Er verwendete in Brasilien heimische Pflanzen, um Gärten und Parkanlagen zu gestalten.
Seine Gärten zeichnen sich durch organische, geschwungene Formen aus, die mit Pflanzen der Neotropen in kräftigen, warmen Farben bepflanzt sind. Burle Marx bevorzugte asymmetrische Formen. Der Gesamteindruck ist oft der eines abstrakten Gemäldes. Für Burle Marx war Gartengestaltung „Malen mit Pflanzen“. Er forderte: „Ein Garten muß immer ein Kunstwerk sein.“ Da oft keine ausgebildeten Gärtner zur Gartenpflege zur Verfügung standen, musste die Bepflanzung oft homogen gehalten werden. Die Architektur des Hauses steht im steten Wechselspiel mit der Gestaltung des Gartens. Burle Marx versuchte auch, den Garten in die Landschaft einzugliedern. Zu seinen bevorzugten Pflanzenarten zählten der Strauch Tibouchina urvilleana (Syn.: Pleroma urvilleanum), Taglilien, Beaucarnea recurvata, Setcreasea pallida und die Riesenbromelie Alcantarea imperialis Einzelne Bäume werden als Akzentpflanzen genutzt. In Rio sollten 88 Gärten, die Burle Marx gestaltet hat, unter Denkmalschutz gestellt werden.
Anfang der Neunzigerjahre wurde der Rosa-Luxemburg-Platz in Berlin neu angelegt. Roberto Burle Marx kam vor seinem Tod 1994 noch einmal nach Berlin zurück und entwarf eine farbenfrohe Vision für den Platz, die allerdings nicht umgesetzt wurde.
Während der Abschlussfeier der Olympischen Spiele 2016 wurde ihm eine tänzerische Showeinlage gewidmet.

## Ehrungen
1979 wurde er als auswärtiges Ehrenmitglied in die American Academy of Arts and Letters gewählt.
Nach ihm benannt ist die Pflanzengattung Burlemarxia N.L.Menezes & Semir aus der Familie der Velloziaceae. Insgesamt 33 Arten wurden nach ihm benannt, darunter die Pflanzenarten Begonia burle-marxii, Calathea burle-marxii sowie Philodendron burle-marxii. Sowie das Monsterakultivar, Monstera 'Burle Marx's Flame'.
Im Juli 2021 setzte das Welterbekomitee der UNESCO das im Stadtteil Barra de Guaratiba von Rio de Janeiro gelegene Anwesen von Roberto Burle Marx unter der Bezeichnung Roberto-Burle-Marx-Stätte (Sítio Roberto Burle Marx) auf die Liste des Welterbes. Außer weitläufigen Gartenanlagen, Gärtnereien, sieben Gebäuden (darunter sein Wohnhaus und Planungsbüro) und sechs Seen beherbergt die Stätte im Gesamtumfang von 407.000 Quadratmetern, auf der sich mehr als 3.500 Arten tropischer und subtropischer Pflanzen finden, auch ein Museum mit mehr als 3.000 Objekten, bestehend aus Sammlungen von Cusco, präkolumbianischen, sakralen und brasilianischen Volksliedern.

## Arbeiten (Auswahl)
- Dachgarten des Hauses von Alfredo Schwartz, Rio de Janeiro (1932)
- Dachgarten des Ministeriums für Bildung und Gesundheit in Rio de Janeiro (heute Palácio Gustavo Capanema), fertiggestellt 1937
- Casa Forte-Platz und Euclides-da-Cunha-Platz in Recife (1937)
- Praça Salgado Filho in Rio de Janeiro (1938)
- Bepflanzungsplan für den brasilianischen Pavillon auf der Weltausstellung 1939 in New York
- Gartendesigns für öffentliche Gebäude in Brasília, darunter das Ministério das Relaciones Exteriores (1965), Ministerio da Justica, Ministerio de Exército und Tribunal de Contas da União
- Pampulha-Park in Belo Horizonte (1942)
- Parque do Ibirapuera, São Paulo (1954)
- Banco Safra, Rua Bela Cintra, São Paulo
- Gartenanlage des Museu de Arte Moderna do Rio de Janeiro (1955)
- Der 120 ha große Aterro do Flamengo in der Guanabara-Bucht in Rio de Janeiro (1961) in Zusammenarbeit mit Luiz Emygdio de Mello Filho, in dem hauptsächlich einheimische Pflanzen verwendet werden, insgesamt über 200 verschiedene Arten. Der Park ist seit 1964 als nationales Kulturgut registriert.
- Banco National Desenvolvimento Econômico Social, Rio de Janeiro
- Petrobras-Gebäude, Rio de Janeiro
- Die 4 km lange Calçadão de Copacabana (e Leme) entlang der Avenida Atlântica, abstrakte Ornamente in weißem Kalkstein und schwarzem und roten Basalt, Rio de Janeiro (1970), Erneuerung der ersten Strandpromenade Brasiliens
- Garten der deutschen Botschaft in Brasília, fertiggestellt 1971
- KLCC Park in Kuala Lumpur, Malaysia
- Privatgarten Vargem Grande Faenza in Areiras, São Paulo (1979)
- Largo da Carioca, Rio de Janeiro (1985)
- Cascade Garden in Longwood Gardens (1992)
- Entwürfe für Neugestaltung des Rosa-Luxemburg-Platzes in Berlin (1994)
- Logo der brasilianischen Fremdenverkehrsbehörde Embratur
- Centro de Arte Contemporânea Inhotim, Brumadinho, Minas Gerais. Es handelt sich um einen Garten mit tausenden von Tropenpflanzen, der seit 2010 den Titel Botanischer Garten führt.

## Ausstellungen
- Landschaft und Gärten. Roberto BURLE MARX, Ausstellung im Berlin-Pavillon am Tiergarten des Berliner Hauptamts für Grünflächen und Gartenbau 1976.
- The Unnatural Art of Garden, Retrospektive im Museum of Modern Art in New York 1991.
- Roberto BURLE MARX, Ausstellung der Landesgruppe Berlin des BDLA im Schloss Charlottenburg 1989.
- Gartenarchitekt und Künstler Roberto BURLE MARX, Berliner Grün GmbH, Ausstellung 1993.
- Brasilia. Architektur der Moderne in Brasilien der IFA-Galerie in Berlin 2000.[21]
- A permanência do Instável (Die Dauerhaftigkeit des Unbeständigen), in Rio zur Feier seines 100. Geburtstags 2009.
- Tropische Moderne, Ausstellung in der Deutschen Bank KunstHalle, Berlin, vom 7. Juli bis 3. Oktober 2017.

## Galerie

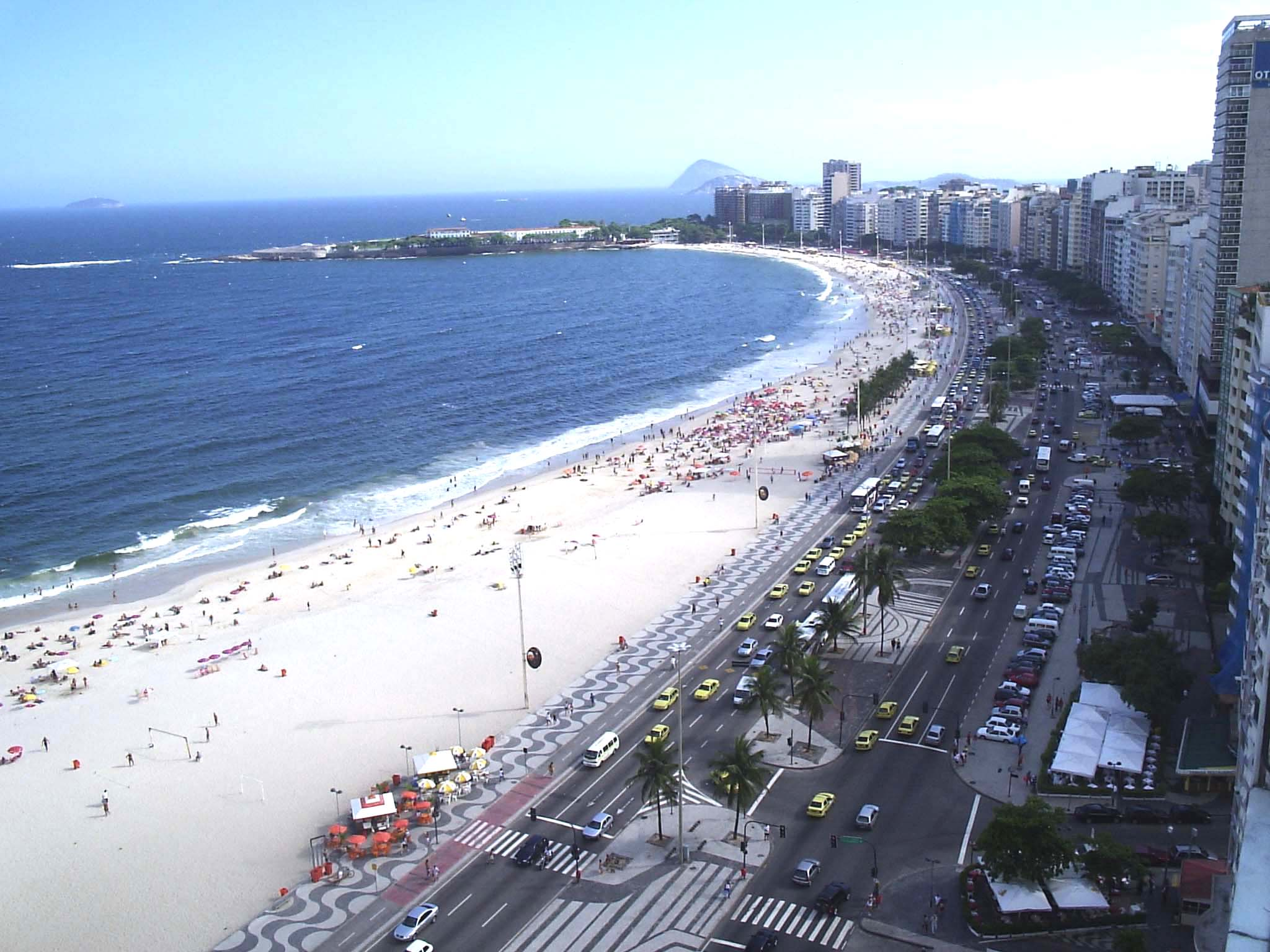
Copacabana in Rio de Janeiro, die schwarz-weiß gemusterten Wegebeläge wurden von Burle Marx entworfen.
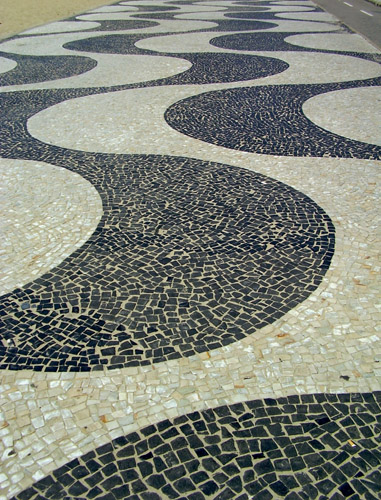
Copacabana, Pflaster
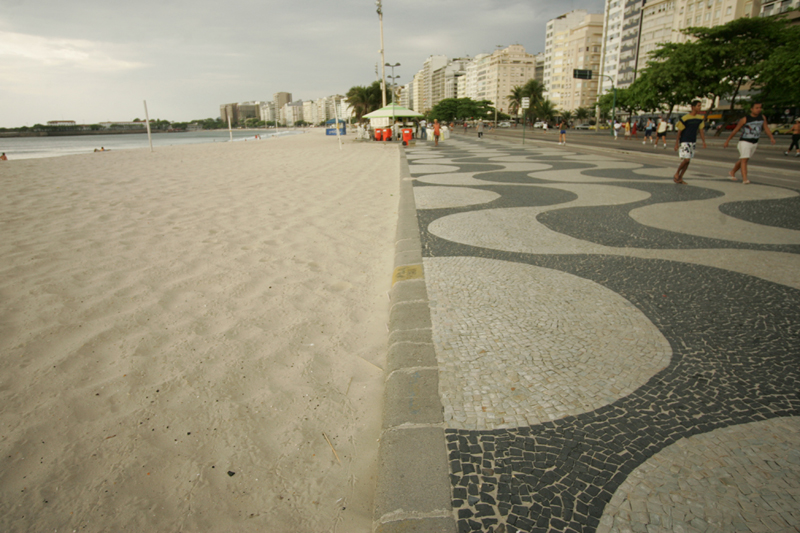
Copacabana
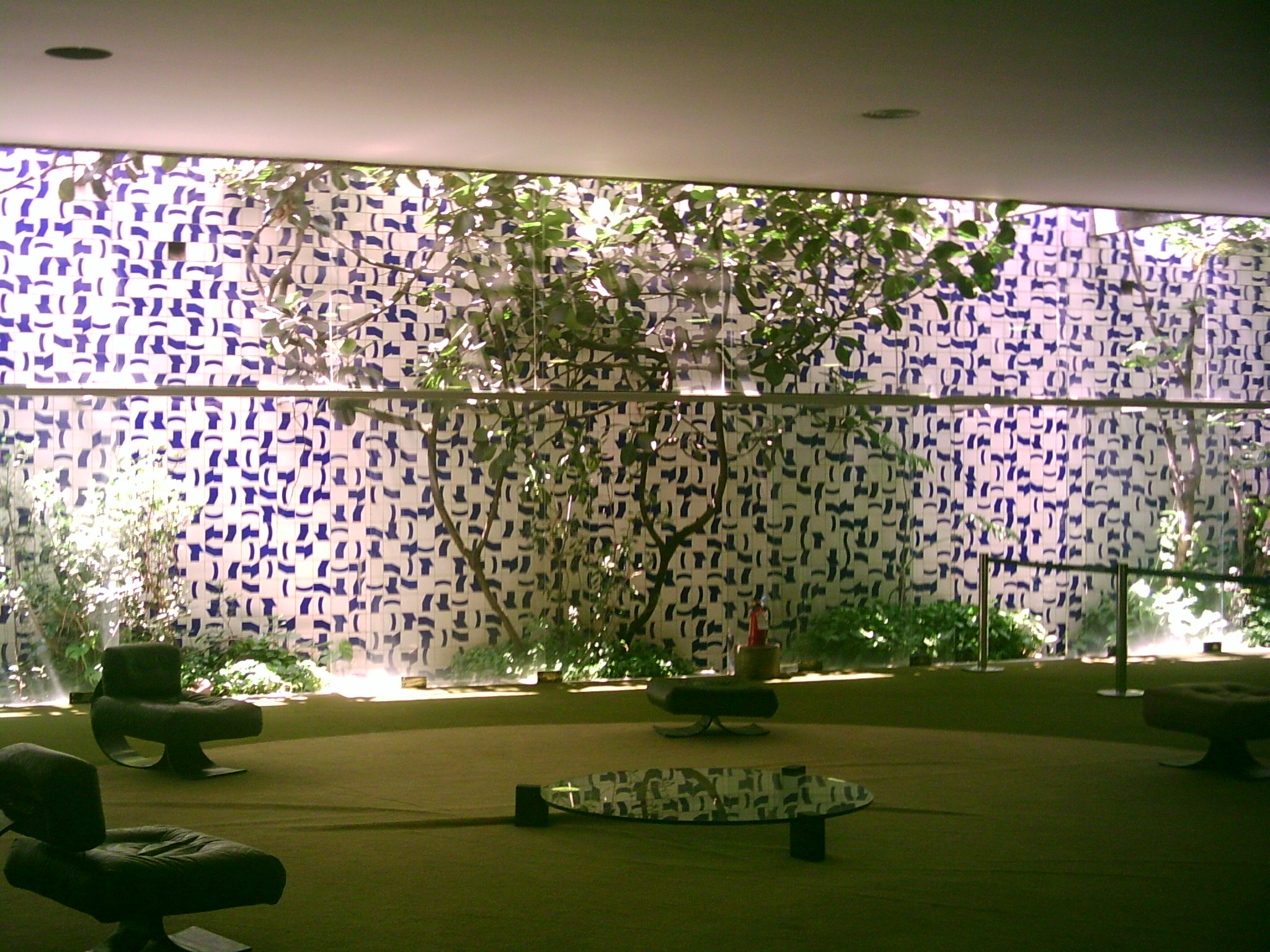
Congresso Nacional, Brasilia
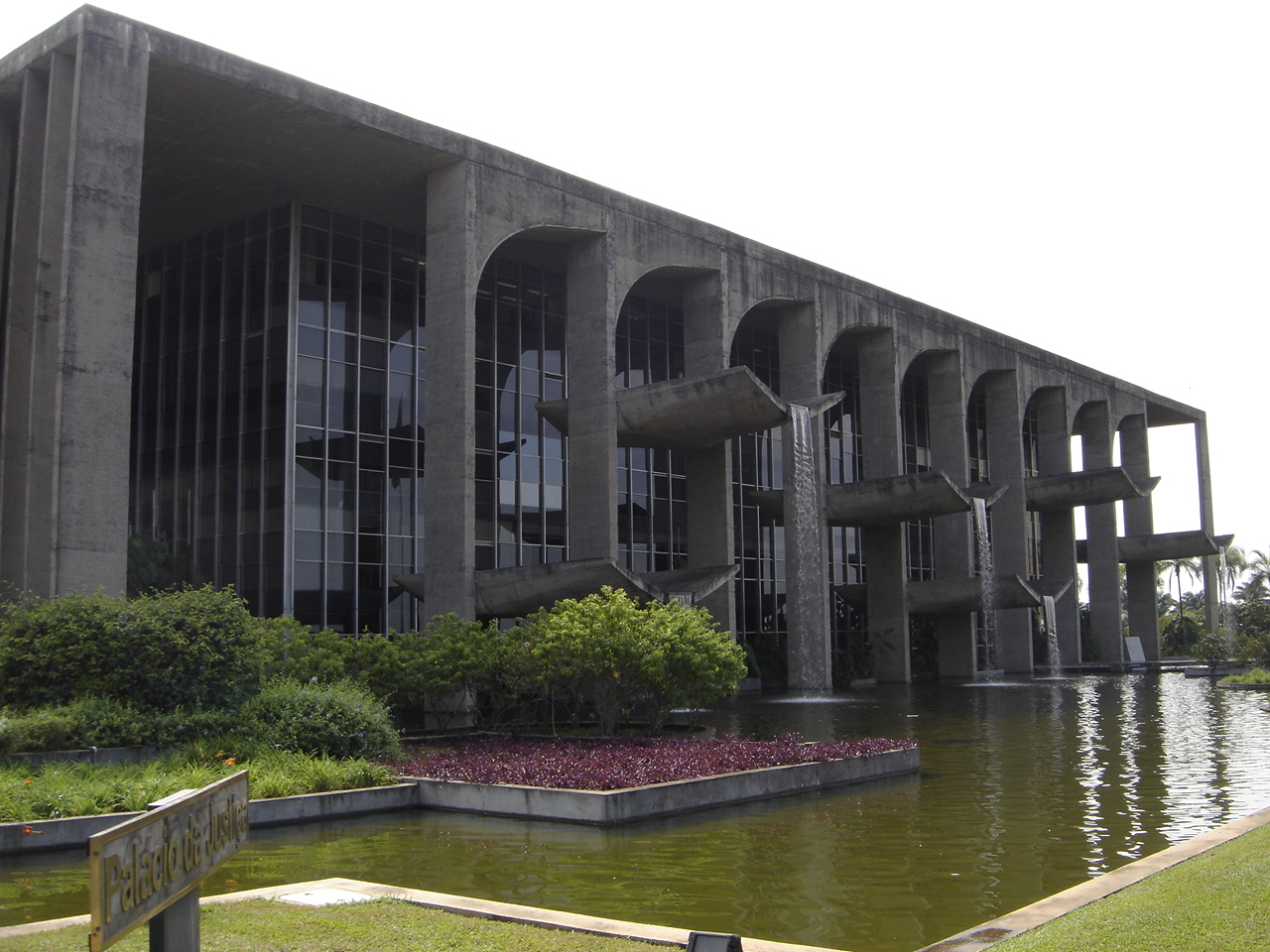
Justizpalast, Brasilia
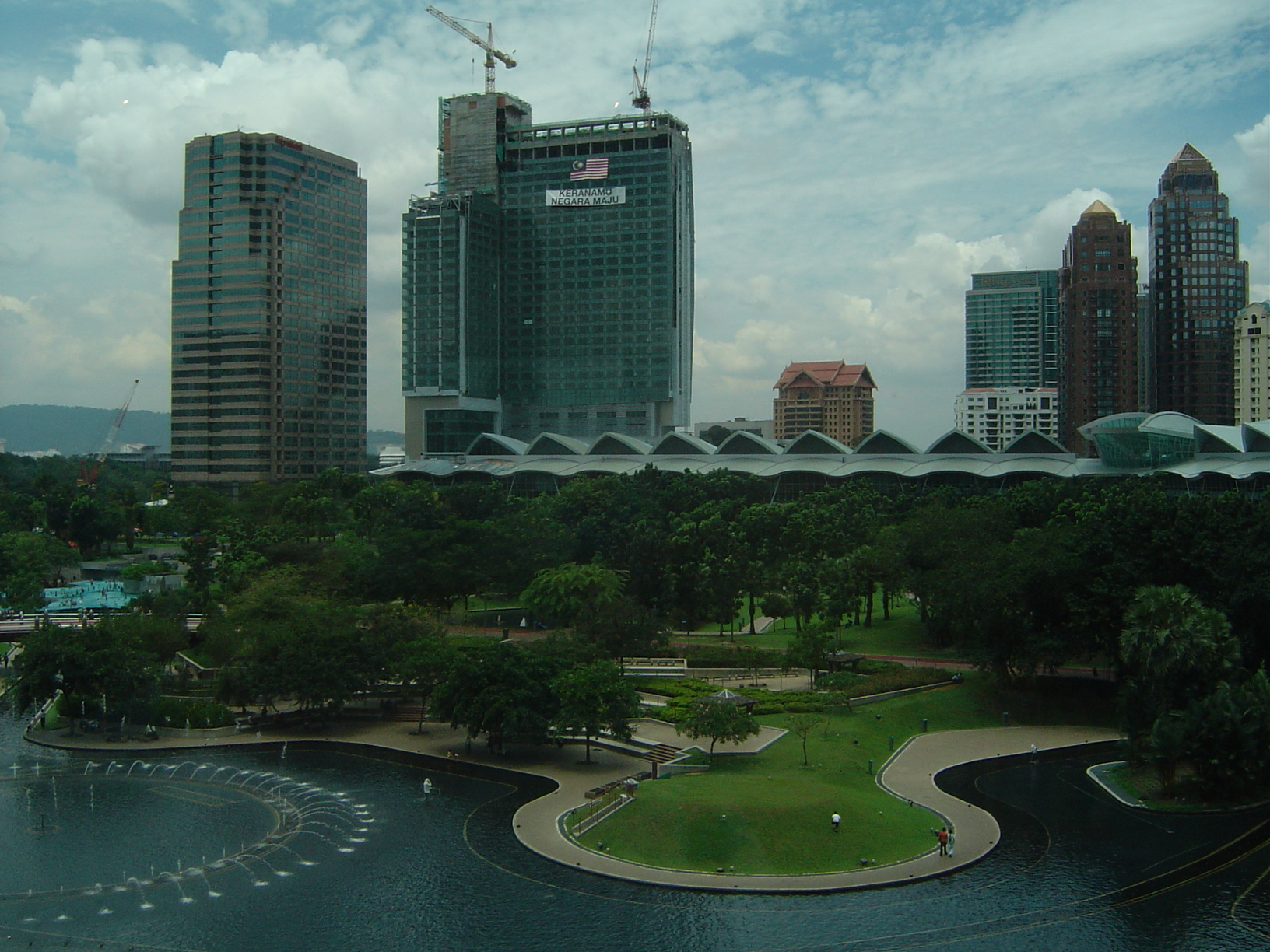
KLCC Park in Kuala Lumpur (Malaysia)
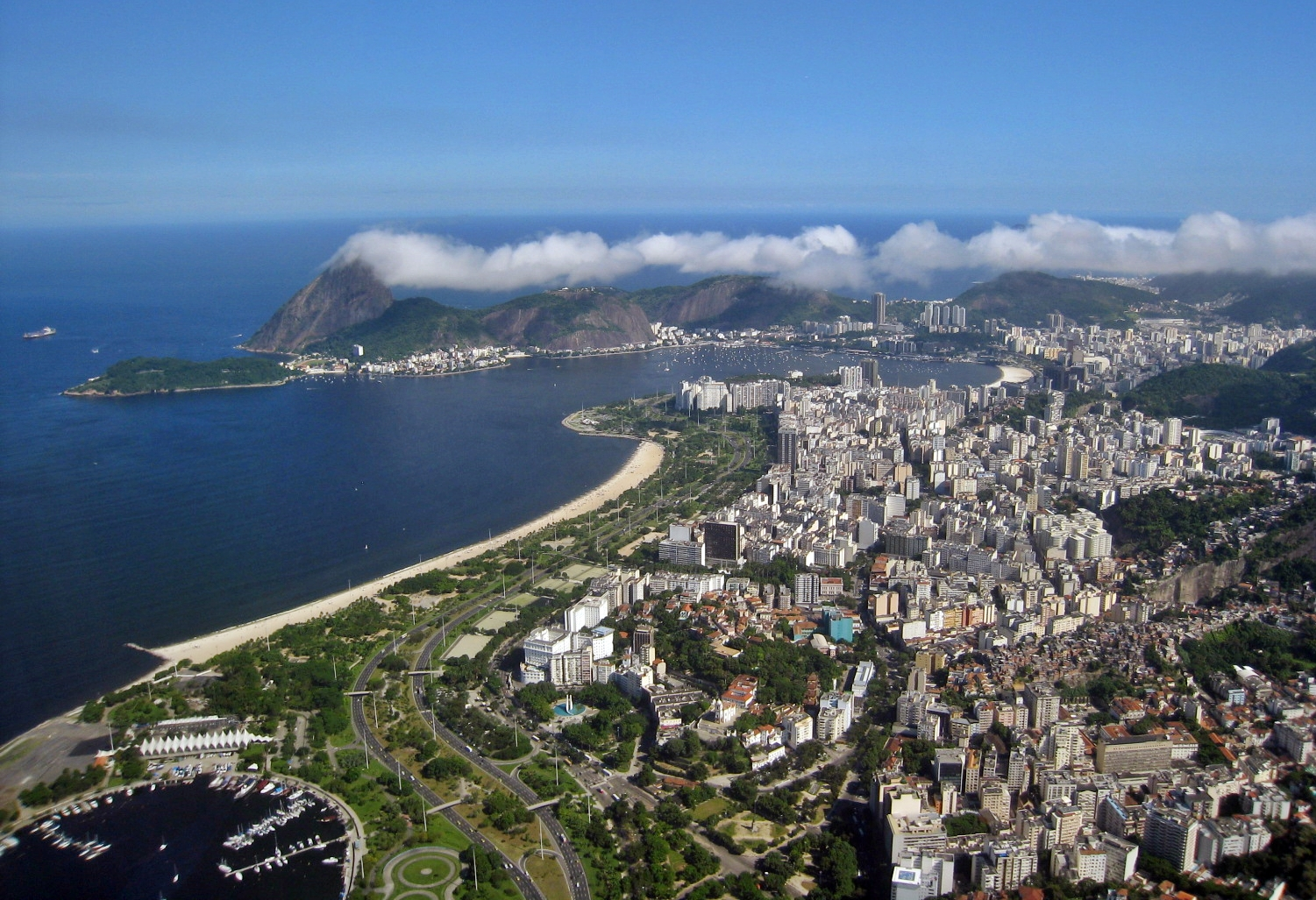
Flamengo Park in Rio de Janeiro
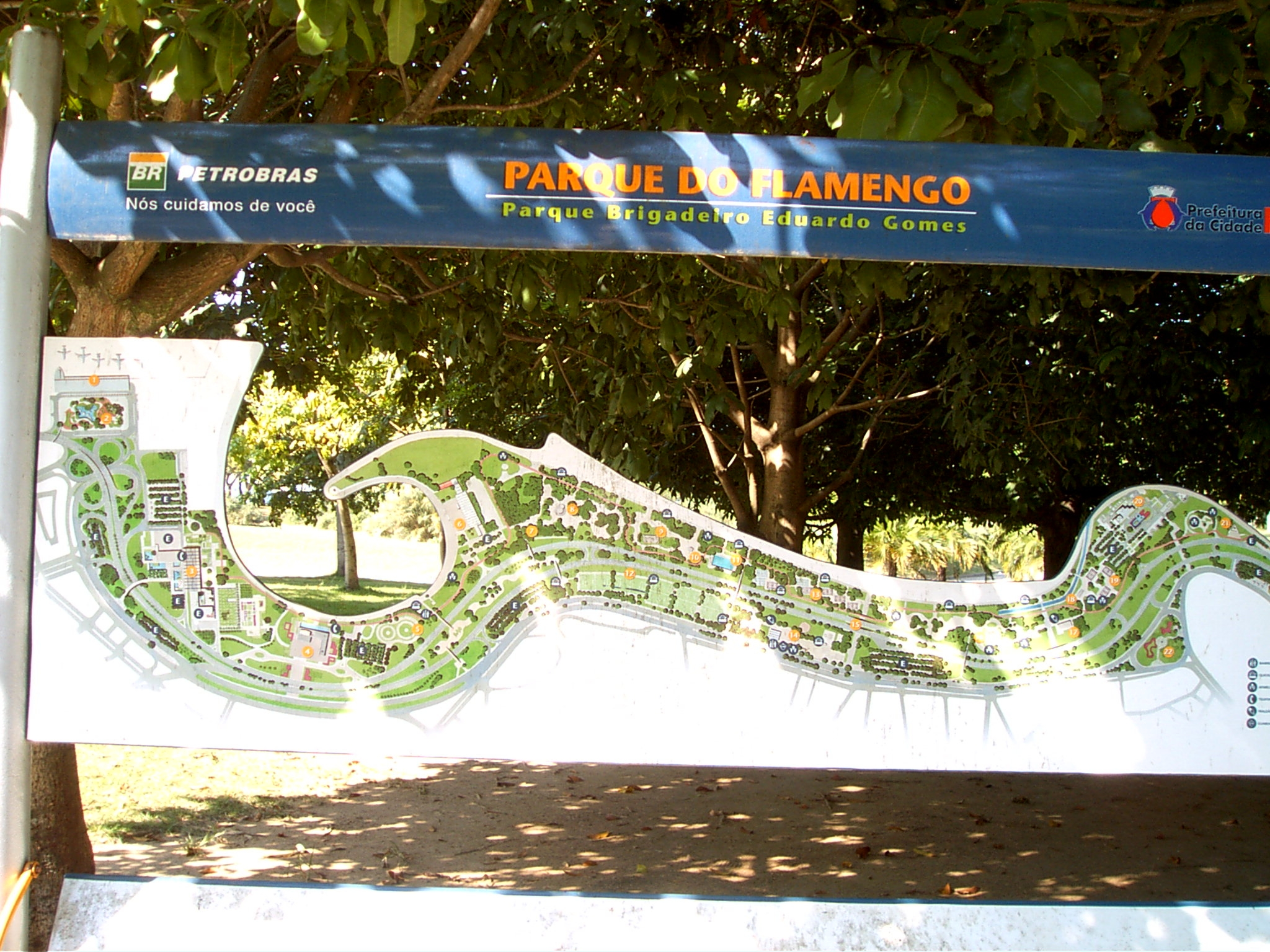
Übersichtsplan des Flamengo-Parks
Logo der brasilianischen Fremdenverkehrsbehörde Embratur